# Elmo di Benty Grange
L'elmo di Benty Grange è un manufatto sassone dell'Età del ferro germanica rinvenuto dall'archeologo Thomas Bateman in un tumulo presso la fattoria "Benty Grange" nella parrocchia civile di Monyash, nel Derbyshire (Inghilterra) il 3 maggio 1848. I resti, oggi ricomposti e conservati presso il Weston Park Museum di Sheffield, sono ricondotti alla tipologia di elmo tardo-antico noto come Spangenhelm seppur già con evidenti influssi scandinavi.

## Descrizione
Stando alla ricostruzione di Thomas Bateman, l'elmo ritrovato nel tumulo presso Benty Grange si componeva di:
- calotta "a coppo" realizzata accostando frammenti di corno invece delle piastre di metallo/cuoio solitamente utilizzate nel V secolo;
- telaio in strisce di ferro rivettato (8 in totale) che chiudono superiormente il coppo, con funzione sia portante che protettiva, chiuse sul bordo inferiore da un anello sempre di ferro.

Dal cerchio di ferro inferiore dipartono tre linguette metalliche protese verso il basso: una, decorata da una croce, funge da nasale dell'elmo e le altre due, equidistanti, servivano forse da aggancio per la cinghia utilizzata per allacciare il manufatto.

Peculiare caratteristica dell'Elmo di Benty Grange è il cinghiale in bronzo, con piccoli intarsi in oro e pietre dure di colore rosso come occhi. Questo piccolo cimiero/simulacro aveva il dorso aperto per permettere, forse, l'inserimento di vere setole di suide come cresta.
Il Weston Park Museum, istituto conservatore del manufatto, ha commissionato la realizzazione di una replica fedele dell'elmo, oggi a disposizione di studiosi e visitatori, nel 1986.

## Storia
L'Elmo di Benty Grange è uno dei quattro elmi alto-medievali di fattura scandinava rinvenuti nel Regno Unito: gli altri sono l'Elmo di Sutton Hoo, l'Elmo di Wollaston e l'Elmo di York. Più precisamente, il reperto di Benty Grange, datato alla fine del V secolo, è il più antico dei quattro, nonché quello che più si avvicina all'archetipo dello Spangenhelm capillarmente diffuso nell'Europa dell'Impero romano al termine della sua esistenza.
L'Elmo del Derbyshire racchiude in sé un interessante miscuglio di iconografia pagana e cristiana. Sua caratteristica peculiare è il cimiero in forma di cinghiale, animale sacro alle popolazioni germaniche che lo consideravano "pupillo" degli dèi Vani Freyr e Freyja (v. Gullinbursti e Hildisvíni), ricorrente in diversi altri elmi di fattura sassone: il cimiero cinghialiforme ricorre anche nell'Elmo di Wollaston, mentre due musi di cinghiale ornano la maschera dell'Elmo di Sutton Hoo. Del pari, il nasale dell'elmo di Benty Grange è ornato da una croce del tipo "latino", inequivocabile simbolo del Cristo.